# Mes chers amis 3
Série
Mes chers amis 2
(1982)
Pour plus de détails, voir Fiche technique et Distribution.
Mes chers amis 3 (Amici miei atto III) est un film italien réalisé par Nanni Loy, sorti en 1985.

## Synopsis
Les nouvelles farces de quatre des 
Cinq amis découverts dans « Mes chers amis », l'un d'entre eux étant mort à la fin du premier épisode. Ces infatigables plaisantins s'amusent cette fois aux dépens des membres du personnel d'une maison de retraite!

## Fiche technique
- Titre original : Amici miei atto III
- Titre français : Mes chers amis 3
- Réalisation : Nanni Loy
- Scénario : Leonardo Benvenuti, Piero De Bernardi, Nanni Loy et Tullio Pinelli
- Photographie : Claudio Cirillo
- Musique : Carlo Rustichelli
- Pays d'origine : Italie
- Format : Couleurs
- Genre : comédie
- Durée : 110 minutes
- Date de sortie : 
  - Italie : 20 décembre 1985
  - France (inédit, jamais sorti)

## Distribution
- Ugo Tognazzi : Lello Mascetti
- Gastone Moschin : Rambaldo Melandri
- Adolfo Celi : Professor Sassaroli
- Renzo Montagnani : Guido Necchi
- Bernard Blier : Stefano Lenzi
- Mario Feliciani : Generale Mastrostefano
- Caterina Boratto : Amalia Pecci Bonetti
- Franca Tamantini : Carmen Necchi
- Enzo Cannavale : Ferrini